# Industry Standard Architecture

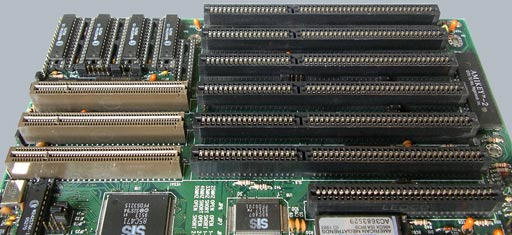
Porzione di scheda madre. Si notano, a destra in nero, uno slot ISA a 8 bit (in basso) e 6 slot ISA a 16 bit (in alto), a sinistra in marrone, tre slot VESA Local Bus.

In informatica e elettronica l'Industry Standard Architecture, in sigla ISA, è un bus parallelo per computer destinato al collegamento, attraverso appositi slot, di generiche schede d'espansione (schede video, schede audio, schede di rete, ecc.) di norma installate internamente al computer. 
Il bus ISA è stato migliorato dallo standard EISA, entrambi oggi superati in fatto di prestazioni da bus più recenti come il PCI, il PCI-X e il PCI Express, quindi non più utilizzati da alcun costruttore.

## Versioni
L'ISA fu creato nel 1981 da IBM per il suo primo personal computer avente come CPU un microprocessore, l'IBM Personal Computer, e utilizzato in seguito anche per l'IBM Personal Computer XT, commercializzato a partire dal 1983. Inizialmente avente una larghezza di bus di 8 bit e una frequenza di clock di 4.77 MHz (la stessa del microprocessore), fu migliorato nel 1984 con la commercializzazione dell'IBM Personal Computer AT. La larghezza del bus fu portata infatti a 16 bit e la frequenza di clock a 6 o 8 MHz (di nuovo la stessa del microprocessore).
Le due versioni di ISA vengono distinte come bus XT e bus AT in riferimento al computer su cui sono state implementate. 

## Prestazioni
Il throughput dell'ISA varia dai 4 ai 5 MB/s.

## Slot

Per il collegamento della scheda d'espansione è previsto sulla scheda madre un apposito slot generalmente di colore nero. Per il bus XT è previsto uno slot a 62 contatti, mentre per il bus AT uno slot a 98 contatti.